# Britney: For the Record
Britney: For the Record é um telefilme, do gênero documentário, dirigido por Phil Griffin, sobre a cantora e atriz estadunidense Britney Spears, exibido em 30 de novembro de 2008 pelo canal MTV, e lançado em vídeo pela Jive Records em 17 de abril de 2009. O filme acompanha seu retorno à indústria fonográfica após suas altamente divulgadas lutas pessoais. 
O filme foi filmado em Beverly Hills e Nova Iorque, Estados Unidos, durante o terceiro trimestre de 2008; as filmagens principais começaram em 5 de setembro de 2008, dois dias antes da aparição de Spears no MTV Video Music Awards. A MTV, um dos dois distribuidores oficiais do documentário, postou em seu site o primeiro trailer promocional em 9 de outubro de 2008.
Britney: For the Record estreou na MTV em 30 de novembro de 2008, nos Estados Unidos, dois dias após o lançamento de seu sexto álbum de estúdio, Circus, para o qual o documentário serviu como ferramenta de promoção. O filme recebeu críticas mistas dos críticos, mas foi transmitido com alta audiência e recebeu reações positivas dos fãs.

## Sinopse
Britney Spears é uma cantora, compositora, dançarina, atriz e ocasional escritora estadunidense. O documentário revela os momentos mais íntimos de Spears, durante um período de 60 dias, do início de seu muito divulgado colapso, até como ela voltou aos holofotes da música. Ela também reflete sobre decisões passadas, dizendo "Eu sou uma pessoa inteligente... Que diabos eu estava pensando?!" For the Record inclui cenas de sua aparição no MTV Video Music Awards de 2008, indo ao estúdio de gravação, às filmagens dos vídeo de seus singles "Womanizer" e "Circus"—canções de seu sexto álbum de estúdio, Circus (2008)—a ensaios e coferências de imprensa. Madonna também faz uma aparição especial e comentários. Spears fala sobre relacionamentos passados. Ela explica que passar pela primeira separação, do namorado Justin Timberlake, sob os holofotes não foi tarefa fácil para uma adolescente. Ela sentiu que toda a publicidade tornou ainda mais difícil e confuso para ela seguir em frente em uma idade tão jovem e então ela começou a atuar. Seu término com o marido e o pai de seus dois filhos, Kevin Federline, foi ainda pior, explica ela. Essa perda teve um impacto ainda maior sobre ela, e mais uma vez toda a atenção dos paparazzi não ajudou.

"Eu acho que me casei pelas razões erradas. Em vez de seguir meu coração e fazer algo que me deixasse realmente feliz. Eu só fiz isso porquê ... apenas pela ideia de casar.

Britney Spears
Spears falou sobre seus sentimentos em relação à tutela que seu pai possui e como ela se sente sobre sua vida, e cita "Não há empolgação, não há paixão... Eu tenho dias muito bons, e depois dias ruins. Mesmo quando você vai para prisão, você sabe que há um momento em que você vai sair. Mas nesta situação, não tem fim. É como Groundhog Day todos os dias. Spears acrescentou: "Eu acho que estão muito no controle, se eu não estivesse sob as restrições em que estou, eu me sentiria tão livre. Quando digo a eles como me sinto, é como se eles escutassem, mas realmente não estivessem ouvindo. Eu nunca quis me tornar uma daquelas pessoas prisioneiras.Eu sempre quis me sentir livre." A cantora também comentou seus sentimentos em relação aos fãs e seu estilo musical. "É estranho porque sua música é um reflexo do que você está passando", diz ela. "É uma parte de mim, o disco, por causa do que passei." Em outra cena, Spears fala sobre como ela usa seu trabalho como dançarina e cantora para lidar com o estresse de sua vida, e como isso a ajuda a lidar com suas emoções. Ela disse que, para ela, dançar é como terapia. "Se eu tenho muita energia nervosa, quando começo a dançar, tudo desaparece e só sinto emoção. É como uma montanha-russa", diz ela. "As pessoas pensam que, quando você passa por algo na vida, precisa fazer terapia. Para mim, arte é terapia, porque é como se você estivesse se expressando de maneira tão espiritual. As vezes, você não precisa usar palavras para passar pelo que você precisa passar", continua ela. "As vezes é uma emoção que você precisa sentir quando dança, que você precisa tocar. E a única coisa que pode tocá-lo é quando você se move de uma certa maneira."

## Produção
Toda a produção do documentário ficou por conta da MTV. Mais de 30 pessoas foram envolvidas diretamente ou indiretamente no projeto, incluindo direção, produção executiva, câmeras, maquiagem e figurino.

## Lançamento em vídeo
O lançamento do DVD foi anunciado pela primeira vez no site oficial de Spears. O documentário foi lançado em DVD na terça-feira, 7 de abril de 2009, nos Estados Unidos, e no site/lojas da HMV do Reino Unido na segunda-feira, 1º de junho daquele mesmo ano. Na Colômbia, o DVD foi lançado no final do mês de maio. O vídeo vendeu 3.095 cópias em sua primeira semana nos Estados Unidos. O DVD de Britney: For The Record foi lançado na Austrália em 28 de agosto, em todos os principais varejistas de DVD. 
O DVD é uma versão do diretor da vídeo exibido pela MTV, e inclui cenas não vistas anteriormente na TV. Filmado em torno da produção de seu álbum de retorno de 2008, o documentário revelador Britney: For The Record captura Britney Spears em confessionários íntimos e revela momentos sinceros. A estrela pop compartilha suas próprias opiniões sobre sua família, amigos, fãs e críticos, bem como o número de problemas com a mídia, suposto colapso mental público e os rigores necessários para voltar ao trabalho. Nesse retrato honesto, e às vezes assustadoramente introspectivo, nada fica de fora. 
O lançamento do DVD alcançou o número setenta e nove na parada Japanese Oricon Video Chart. Britney: For The Record alcançou o número três na parada Top Music Videos dos EUA em 25 de abril de 2009.
O DVD inclui:
- O documentário completo
- Cenas raras que não foram ao ar na MTV
- O lançamento americano também incluiu três remixes bônus do single "Womanizer" de Britney e três remixes do single "Circus":
  - "Womanizer" (Kaskade Remix) - 5:31
  - "Womanizer" (Benny Benassi Extended Remix) - 6:16
  - "Womanizer" (Remix do Junior Club) - 7:42
  - "Circus" (Remix de Diplo Alt Clown) - 3:12
  - "Circus" (Remix do líder de Tom Neville) - 7:52
  - "Circus" (Remix dos Vilões) - 5:17
- O lançamento brasileiro também incluiu um adesivo bônus em vez dos seis remixes
- O lançamento da Tailândia também incluiu uma Galeria de Fotos bônus

## Reação

### Desempenho do DVD
- Billboard

Semana de estréia: 3° lugar
- - Segundo estimativas da Sony, o DVD já vendeu até Julho de 2009 cerca de 1.000.000 de cópias por todo o mundo, sendo que o lançamento em muitos países ocorreu entre Fevereiro e Abril.